# Unterfresen
Unterfresen ist eine Ortschaft in der Gemeinde Wies im Bezirk Deutschlandsberg, Steiermark.
Die Ortschaft westlich von Wies befindet sich im Tal der Weißen Sulm. Am 1. Jänner 2024 zählte die Ortschaft 419 Einwohner. Zur Ortschaft gehört auch Wielfresen, ehedem Hauptort der gleichnamigen Gemeinde, die 2014 aufgelöst wurde.